# Reduktionsmodell
Ein Reduktionsmodell ist ein finanzwirtschaftliches Modell für das Kreditrisiko, das den Kreditausfall eines oder mehrerer Unternehmen modelliert und oft der Bewertung von Kreditderivaten dient. Der Ausfallzeitpunkt wird meist als erster Sprungzeitpunkt eines Poisson-Prozesses definiert. Die Intensität des Poisson-Prozesses wird dann auch Ausfallintensität genannt. Eine wichtige Unterklasse von Reduktionsmodellen bilden Modelle für das Rating eines Unternehmens, in denen die Ausfallintensität von den Änderungen des Ratings abhängt.
Im Unterschied zu Firmenwertmodellen, die den Wert eines Kreditderivats aus dem Firmenwert mit Hilfe der Optionspreistheorie ableiten, leitet ein Reduktionsmodell den Kreditderivatewert aus Marktpreisen von gehandelten Unternehmensanleihen ab. Hierzu wird die Ausfallintensität möglichst gut an die gegebenen Marktpreise angepasst. Anschließend werden die Auszahlungen des Kreditderivats mit Hilfe der ermittelten Ausfallintensitäten bewertet.

## Artikel
- Jarrow, Turnbull: Pricing Derivatives on Financial Securities Subject to Credit Risk, Journal of Finance, 50, 1995, S. 53–85.
- Duffie, Singleton: Modeling Term Structures of Defaultable Bonds, Review of Financial Studies, 1999, 12, S. 687–720.